# Euastrum ventricosum
Euastrum ventricosum là một loài Song tinh tảo trong họ Desmidiaceae, thuộc chi Euastrum.